# Sarolta brit királyi hercegnő
Sarolta brit királyi hercegnő (Princess Charlotte of Wales; London 2015. május 2. –) brit királyi hercegnő.

## Származása és neve
A hercegnő apai ágon a Windsor brit királyi uralkodócsaládba, anyai ágon a polgári Middleton családba született. Szülei Vilmos walesi herceg és Katalin walesi hercegné. II. Erzsébet brit királynő dédunokája, III. Károly brit király unokája, születésénél fogva a harmadik helyet foglalja el a brit trónöröklési rendben édesapja, Vilmos és bátyja, György  herceg után.
Teljes neve Charlotte Elizabeth Diana, vagyis Sarolta Erzsébet Diána, amit hivatalosan születése után két nappal hoztak nyilvánosságra, 2015. május 4-én. A Charlotte keresztnevet nagyapja, Károly (angol megfelelője Charles) tiszteletére, az Elizabeth-et dédanyja, II. Erzsébet brit királynő után és édesanyjának, Katalin walesi hercegnének is ez a második neve. Míg a Diana nevet elhunyt nagymamájára, Diána walesi hercegnére emlékezve kapta.

## Születése
2014. szeptember 8-án jelentették be hivatalosan Katalin hercegné második terhességét, mivel a terhesség okozta rosszullét miatt nem tudott részt venni egy megnyitó ünnepségen. Októberben bejelentették, hogy a gyermek 2015 áprilisára várható.
A hercegnő 2015. május 2-án született a londoni Szent Mária-kórházban, magyar idő szerint 9:34-kor. Testtömege 3710 g  volt. Első nyilvános szereplése még aznap este, magyar idő szerint 19:11-kor történt. Születése napján a Twitteren több mint 1,1 milliószor használták a #RoyalBaby hashtaget. Ugyanezen a napon este a hercegnő tiszteletére több londoni épület: a BT Tower, a Tower Bridge, a London Eye, a Millennium Bridge, a Trafalgar tér szökőkútja, a paddingtoni Hilton szálloda, illetve a belfasti városháza megvilágítása is rózsaszínre változott.

## Címei
- 2015. május 2. – : Ő királyi fensége Sarolta cambridge-i hercegnő (Her Royal Highness Princess Charlotte of Cambridge)
- 2022. szeptember 8.– 2022. szeptember 9.: Ő királyi fensége Sarolta cornwalli és cambridge-i hercegnő (Her Royal Highness Princess Charlotte of Cornwall and Cambridge)
- 2022. szeptember 9. – : Ő királyi fensége Sarolta walesi hercegnő (Her Royal Highness Princess Charlotte of Wales)

## Fordítás
Ez a szócikk részben vagy egészben  a   Princess Charlotte of Cambridge című angol Wikipédia-szócikk ezen változatának fordításán alapul.  Az eredeti cikk szerkesztőit annak laptörténete sorolja fel. Ez a jelzés csupán a megfogalmazás eredetét és a szerzői jogokat jelzi, nem szolgál a cikkben szereplő információk forrásmegjelöléseként.